# Гриценко Михайло Іларіонович
Михайло Іларіонович Гриценко (12.11.1906 — 21.11.1980) — радянський військовик-артилерист, Герой Радянського Союзу (1945).

## Біографія
Народився 12 листопада 1906 року в селяннській родині. Закінчивши середню школу, працював столярем.
У 1928 році призваний до лав РСЧА. Закінчив Київське піхотне училище в 1931 році, а Вищу офіцерську артилерійську школу — в 1943.
Брав участь у Польському поході РСЧА у 1939 році.
На фронтах Другої світової війни з липня 1941 року. Брав участь у боях на Південно-західному, Північно-кавказьському, 2-му і 3-му Українських фронтах. Двічі був поранений.
Відзначився восени 1944 року, як командир 109-го винищувального протитанкового артилерійського полку (7-й механізований корпус 2-й Український фронт) під час боїв на території Угорщини. Тільки за перші дні бойових дій полк Михайла Гриценка відбив 15 німецьких танкових контратак, знищивши 7 танків, 5 гармат, 1 мінометну батарею, 15 кулеметів, 4 бронемашини, кілька автомашин і більше 400 солдатів і офіцерів супротивника. Коли загинув навідник однієї із гармат його полку, Гриценко сам встав до гармати і підбив 2 танки. Супротивник був вимушений відійти, кинувши перед позиціями полку велику кількість техніки, убитих і поранених. 8 жовтня 1944 року, в ході бою за місто Кішкунхалаш, Гриценко з двома розвідниками пробрався в окуповане супротивником місто і на аеродромі з ручного кулемету особисто збив на злеті ворожий літак. На північ від Секешфехервара, коли супротивник зробив ряд потужних контратак, полк Гриценко відбив їх усіх, знищивши 24 танки, 4 з яких знищив особисто командир полку.
Після війни продовжував службу в Радянській армії.
У 1954 році пішов у запас у військовому званні підполковника. Жив і працював у м. Армавір Красноярського краю. Помер 21 листопада 1980 року, похований на міському кладовищі Армавіра.

## Вшанування пам'яті
У рідному селі Покровська Багачка Хорольського району його ім'ям названо вулицю.

## Державні та бойові нагороди
Указом Президії Верховної Ради СРСР від 24 березня 1945 року підполковник Михайло Гриценко нагороджений званням Героя Радянського Союзу з врученням ордену Леніна і медалі «Золота Зірка» за номером 7209.
Також нагороджений:
- 2-ма орденами Леніна
- 2-ма орденами Червоного Прапора
- орденом Вітчизняної війни І-го ступеня
- орденом Червоної Зірки
- медалями.